# شهرستان مونرو (آرکانزاس)
شهرستان مونرو، آرکانزاس (به انگلیسی: Monroe County, Arkansas) شهرستانی در ایالات متحده آمریکا است که در آرکانزاس واقع شده‌است.

## خصوصیات
شهرستان مونرو ۱٬۶۰۸٫۳۹ کیلومترمربع مساحت دارد.